# 운천중학교
운천중학교(雲川中學校)는 대한민국 경기도 오산시 오산동에 있는 공립 중학교이다.

## 학교 연혁
- 2000년 8월 31일 : 운천중학교 건물 1차 준공(2층)
- 2001년 1월 5일 : 운천중학교 설립인가 (남녀공학, 완성학급 30학급)
- 2001년 3월 1일 : 초대 정운상 교장 취임
- 2001년 3월 5일 : 제1회 신입생 입학식 (7학급 266명)
- 2004년 2월 13일 : 제1회 졸업식(7학급 257명)
- 2023년 3월 1일 : 제8대 김창욱 교장 취임
- 2024년 1월 10일 : 제21회 졸업식(10학급 332명, 총인원 8,329명)
- 2024년 3월 4일 : 제24회 입학식(9학급 302명)

## 참고 자료
- 운천중학교 - 한국교육학술정보원 학교알리미